# Округ Требишов
Округ Требишов (слч. Okres Trebišov) округ је у Кошичком крају, у Словачкој Републици. Административно средиште округа је град Требишов.

## Географија
Налази се у југоисточном дијелу Кошичког краја.
Граничи:
- на сјеверу је Прешовски крај,
- источно Округ Михаловце и Украјина,
- западно Округ Кошице-околина,
- јужно Мађарска.

Клима је умјерено континентална.

## Становништво
| Година:    | 1994.   | 2004.   | 2014.   | 2024.   |
| ---------- | ------- | ------- | ------- | ------- |
| Број људи: | 101 369 | 104 460 | 105 995 | 102 907 |
| Разлика:   |         | +3,04 % | +1,46 % | -2,91 % |

| Година:    | 2023.   | 2024.   |
| ---------- | ------- | ------- |
| Број људи: | 103 002 | 102 907 |
| Разлика:   |         | -0,09 % |

Према подацима о броју становника из 2011. године округ је имао 106.064 становника. Словаци чине 59,91% становништва.
| Етнички састав (2011)‍ | Етнички састав (2011)‍ | Етнички састав (2011)‍ | Етнички састав (2011)‍ | Етнички састав (2011)‍ |
| --------------------- | --------------------- | --------------------- | --------------------- | --------------------- |
|                       |                       |                       |                       |                       |
| Словаци               | Словаци               |                       | 0                     | 59,91%                |
| Мађари                | Мађари                |                       | 0                     | 26,53%                |
| Роми                  | Роми                  |                       | 0                     | 6,23%                 |
| остали, непознато     | остали, непознато     |                       | 0                     | 7,33%                 |

## Насеља
У округу се налази четири града и 78 насељених мјеста. Градови су Краљовски Хлмец, Сечовце, Требишов и Чјерна на Тиси.